# Asuma Sarutobi
 (juin 2024).
Asuma Sarutobi est un personnage du manga Naruto.
C'est un ninja du village de Konoha, fils du 3e Hokage Hiruzen Sarutobi. Il est le jōnin responsable de l'équipe 10, composée de Ino Yamanaka, de Shikamaru Nara, et de Chôji Akimichi. Il est aussi le fiancé de Kurenaï Yûhi et le père de Miraï.

## Profil

### Histoire
Asuma est jōnin depuis un bon moment. Il connaît beaucoup de choses sur l'histoire des ninjas. Il est souvent vu avec Kurenaï Yûhi à quelques reprises dans la première partie. 

Étoffe des ninjas gardiens, portée à la taille.

À l'époque, il a fait également partie, dans sa jeunesse, des « douze ninjas gardiens », un groupe constitué de ninjas d’élite dont la tâche est de protéger le seigneur (daimyo) du Pays du Feu. C'est à cause de ses nombreuses disputes avec son père, le 3e Hokage Hiruzen Sarutobi, qu'Asuma a décidé de quitter Konoha pour rejoindre les douze ninjas gardiens. Il devient d'ailleurs le meilleur ami de Chiriku. Plus tard, il se réconcilie avec son père et réintègre le village.
Sa relation avec Kurenaï devient beaucoup plus claire dans la seconde partie.
Au cours de la deuxième partie du manga, il est le commandant de l'une des "Vingt escouades" (Nijû Shotaï) chargées par Tsunade de traquer Hidan et Kakuzu, deux membres de l'organisation Akatsuki qui ont pénétré dans le Pays du Feu à la recherche de Naruto, mais se sont rabattus sur Chiriku (la tête de ce dernier était mise à prix sur le marché noir à 30 millions de ryôs). Cette nouvelle équipe est composée de Kotetsu Hagane, Izumo Kamizuki et Shikamaru Nara. Asuma élabore un piège destiné à Hidan ; Cependant, ne connaissant pas ses surprenantes habilités, ils réalisent trop tard que leur adversaire est immortel. Malgré la rapidité de Shikamaru à comprendre le fonctionnement du rituel du membre de l'Akatsuki et les techniques d'Asuma qui lui permettront de le décapiter, Kakuzu recoud la tête de Hidan qui termine son rituel, provoquant la mort d’Asuma. L'arrivée d'une autre équipe, ainsi que l'appel du chef de l'Akatsuki à Hidan et Kakuzu, permettent à l'équipe 10 d'être réunie une dernière fois avant la mort de son chef.
Avant de mourir, Asuma révèle à l'équipe 10 ce qu'il pense d'eux et leur prodigue ses derniers conseils. Ses dernières paroles sont : « N'oubliez jamais qu'un jour nous formions l'équipe 10 ». Il révèle aussi à Shikamaru ce qu'il a compris par rapport au « roi », allusion à une personne ou un principe qu'ils doivent protéger et qui s'avère être les enfants de Konoha autrement dit, l'espoir de la nation. La personne que Shikamaru devra protéger n'est autre que l'enfant à naître de Kurenaï et Asuma, qu'il devra former une fois devenu Jōnin.
Lors de la quatrième grande guerre ninja, Asuma est invoqué par la technique de la « Réincarnation des âmes » de Kabuto afin de combattre contre l’« alliance shinobi ». Il remarque que son esprit est fluide mais que ses mouvements ne lui obéissent plus, et comprend donc que le groupe de ninjas invoqués dans lequel il a été intégré est manipulé dans l'ombre. Kabuto juge bon de lui faire conserver sa personnalité pour en tirer un avantage ; il se retrouve nez à nez sur le champ de bataille face à ses trois anciens élèves, Ino, Shikamaru et Chôji ; il supplie alors l'équipe 10 de le vaincre pour qu'il arrête de servir le mal. Chôji, désemparé, ne peut pas se résoudre à frapper son ancien maitre. Shikamaru et Ino conjuguent leurs forces pour protéger leur camarade ; après que Chôza ait raisonné son fils, ce dernier parvient à utiliser la technique de contrôle des calories donnant des ailes de papillons sans utiliser les pilules du clan Akimichi ; l'équipe 10 terrasse Asuma, qui fier de ses élèves, annonce à Choji qu'il a gagné en assurance et qu'il est devenu un grand ninja. Juste avant d’être scellé, il dit à l'équipe 10 qu'il n'a plus rien à leur apprendre et qu'ils sont devenus matures depuis sa mort.

### Capacités

Un des poings américains d'Asuma

Asuma se bat avec des poings américains (pourvus de lames) ; faites dans un métal spécial, ces lames sont capables d'absorber le chakra de l'utilisateur, et dans le cas du chakra fūton d'Asuma, elles peuvent aller jusqu'à se transformer en un katana de chakra très tranchant. Il transmet ses connaissances du fūton à Naruto afin de l'aider à développer sa technique centrée sur le vent. 
Dans le tome 14, il parvient à vaincre huit ninjas d'Oto très rapidement, sauvant ainsi Shikamaru. Il affrontera brièvement Kisame de l'Akatsuki, sans succès. Kakashi s'interposera alors, tentant d'affronter le duo Kisame-Itachi à lui seul, mais c'est l'arrivée de Gai et l'annonce de l'arrivée de renforts faisant partie de l'ANBU qui les poussera à se retirer. Après sa mort dans la seconde partie, c'est Shikamaru qui récupère ses armes puis les transmet à Miraï, la fille d'Asuma, qui les maitrise aussi avec un bon niveau de compétence.

## Techniques
- Katon - Les nuées ardentes (火遁・灰積焼, Katon - Haisekishō?)
Asuma crache un nuage de cendres, puis claque des dents pour créer une étincelle, provoquant une puissante explosion.
- L'hirondelle volante (飛燕, Hien?)
Asuma envoie du chakra fūton dans ses lames de poing spéciales capables d'absorber le chakra de l'utilisateur, et les rend ainsi bien plus tranchantes et solides.
Il est capable de prolonger la lame par une lame de chakra d'une bonne longueur (équivalent à un petit katana).
- Fûton - Technique du nuage de cendres (風遁・風塵の術, Fūton - Fūjin no Jutsu?)
Asuma envoie un nuage de cendres ardentes sur l'adversaire.

### Anime
- Futon - Rafale de l'ouragan vert (風遁・翠嵐烈風, Fūton - Suiran reppū?)
Une technique capable de manipuler le courant d'air. Asuma exécute cette technique dans l'arc filler, Sora.
- La danse du Bouddha aux mille mains (来迎・千手殺, Raigō: Senjusatsu?)
Une technique du moine du Temple du Feu, Chiriku. Asuma utilise cette attaque contre Hidan et Kakuzu. L'utilisateur invoque par une prière, un Bouddha qui assène des coups de poing à l'adversaire.